# Springfield Armor
Springfield Armor was een Amerikaanse basketbalclub uit Springfield die van 2009 tot 2014 uitkwam in de NBA D-League.

## Geschiedenis
Nadat de Anaheim Arsenal verdwenen, werden de spelers overgeplaatst naar de nieuw opgerichte Springfield Armor. De club stond de eerste twee seizoenen onder leiding van Dee Brown maar haalde onder hem nooit de play-offs. Bob MacKinnon Jr. slaagde daar wel in, onder hem verloor de Armor wel in de eerste ronde van de Canton Charge. Ook de volgende seizoenen onder MacKinnon en Doug Overton kon de Armor de play-offs niet bereiken.
In 2014 werd de club verkocht en hierna verhuisd naar Grand Rapids waarna ze de Grand Rapids Drive werden.

## Erelijst
- All-NBA D-League Second Team: Jeff Foote (2012), Kris Joseph (2013)
- All-NBA D-League Third Team: Dennis Horner (2012), Jerry Smith (2012)

## Resultaten
| Seizoen | Wins | Verlies | Play-offs    | Coach             |
| ------- | ---- | ------- | ------------ | ----------------- |
| 2009/10 | 7    | 43      |              | Dee Brown         |
| 2010/11 | 13   | 37      |              | Dee Brown         |
| 2011/12 | 29   | 21      | eerste ronde | Bob MacKinnon Jr. |
| 2012/13 | 18   | 32      |              | Bob MacKinnon Jr. |
| 2013/14 | 22   | 28      |              | Doug Overton      |

## Bekende (oud-)spelers
| - TyShwan Edmondson |